# Ligamento lateral externo
El ligamento lateral externo o ligamento colateral lateral o ligamento colateral del peroné es uno de los cuatro principales ligamentos que sustentan la articulación de la rodilla. Los otros son el ligamento lateral interno, el ligamento cruzado anterior y el ligamento cruzado posterior.

## Descripción
Une el fémur con el peroné a nivel de la rodilla. Se origina en el cóndilo externo del fémur y se inserta en la región externa de la cabeza del peroné. Su función es no permitir la movilidad lateral de la articulación de la rodilla y evitar el genu varum excesivo. Mide de 5 a 6 cm de largo y unos 5 mm de ancho.
Las lesiones principales que le afectan son el esguince y la rotura que son muy frecuentes en la práctica de algunos deportes como el fútbol.
No debe confundirse con el ligamento homónimo de la articulación del codo.